# Hillbrichtia pamiria
Hillbrichtia pamiria – eurytermiczny gatunek sinicy wyizolowany z geotermalnego źródła gór Pamiru Wschodniego (Tadżykistan) i na podstawie badania molekularnego zakwalifikowany do monotypowego rodzaju rodzaju Hillbrichtia. W trakcie badań nie ustalono przypisania do żadnego rzędu, sugerując przynależność do nowej jednostki. Nazwa rodzajowa pochodzi od nazwiska hydrobiolożki prof. Anny Hillbricht-Ilkowskiej, a nazwa gatunkowa od regionu, w którym gatunek stwierdzono.